# Gylippus quaestiunculus
Gylippus quaestiunculus är en spindeldjursart som beskrevs av Karsch 1880. Gylippus quaestiunculus ingår i släktet Gylippus och familjen Gylippidae. Inga underarter finns listade i Catalogue of Life.